# Neurocordulia virginiensis
Neurocordulia virginiensis är en trollsländeart som beskrevs av Davis 1927. Neurocordulia virginiensis ingår i släktet Neurocordulia och familjen skimmertrollsländor. IUCN kategoriserar arten globalt som livskraftig. Inga underarter finns listade i Catalogue of Life.